# Pantophthalmus roseni
Pantophthalmus roseni är en tvåvingeart som först beskrevs av Günther Enderlein 1931.  Pantophthalmus roseni ingår i släktet Pantophthalmus och familjen Pantophthalmidae. Inga underarter finns listade i Catalogue of Life.